# 清水健 (アナウンサー)
清水 健（しみず けん、1976年4月19日 - ）は、日本のフリーアナウンサー・文筆家・演説家。2001年4月1日から2017年1月31日までは、アナウンサーとして読売テレビに勤務していた。

## 来歴・人物
大阪府堺市南区の出身で、血液型はA型。堺市立槇塚台小学校・堺市立晴美台中学校・大阪府立泉陽高等学校・中央大学文学部社会学科卒業。コブクロの黒田俊介とは少・中学校の同級生。高校時代は陸上部に所属し、100m走で10秒9という公式タイムをもつ。大学時代は体育会アメリカンフットボール部に所属。就職留年を経て、大学卒業後の2001年にアナウンサーとして読売テレビへ入社。入社当初から全国ネット番組『どっちの料理ショー』などに起用され、主にバラエティ番組へ出演。シミケンの愛称で広く親しまれる。関西学生アメリカンフットボールなどのスポーツ中継で、実況やリポーターを担当したこともある。
2009年3月30日からは、平日夕方の報道番組『かんさい情報ネットten!』（『ten.』）に情報担当キャスターとして出演。2011年9月19日からはメインキャスターに抜擢され、番組は視聴率で在阪局の夕方ニュース番組のトップを記録するまでに成長した。
キャスターとしての取材を通じて日本維新の会の関係者と接触していたことから、地元の堺市で2013年9月29日に実施された市長選挙では、同会から出馬要請を受けたが固辞している。
2013年10月27日には、番組代表として第3回大阪マラソンに初出場し、5時間46分08秒で完走。出場に際して、親交が深い円広志が清水への応援ソング『走れシミケン』を作詞・作曲・歌唱。同年12月18日にCDとして発売されたほか、清水が『ten.』を降板するまでエンディングテーマとして使われた。以後、第4回・第5回大阪マラソンにも出場し、第4回大会では、同級生で親交がある黒田俊介（コブクロ）の相方・小渕健太郎との合同練習でも話題に。4時間44分26秒で完走し、前回記録を1時間以上更新した。第5回大会では4時間25分とさらに記録を縮め、3大会連続の完走を果たしている。
2010年11月にレーシック手術を受けたことによって、左右とも0.1だった視力は1.5にまで回復している。

### 家族をめぐるエピソード
スタイリストとして『ten.』に携わっていた女性と、2013年5月19日に結婚、同年9月8日にビルボードライブ大阪で結婚披露パーティーを開催した。円広志、ハイヒール、赤星憲広、西田ひかる、奥野史子など、関係が深い著名人が多数出席。円広志によるワンマンライブも催された。
2014年10月に第一子（長男）が誕生したが、乳癌を患った妻の介護を理由に、2015年2月2日から同番組への出演を見合わせた。当時は、局の上層部や親交があるタレントの一部にしか事情が伝わっていなかったこともあり、表向きには休演の理由を「家族の介護」と表現していた。妻は、長男を出産して112日後の2015年2月11日に29歳で永眠。清水は直前まで妻を献身的に看護し、通夜や告別式では生後3カ月（当時）の長男を抱きながら喪主を務め上げた。妻の死から8日後（2015年2月19日）に『ten.』のメインキャスターへ復帰。復帰初日のオープニングで「今日から復帰します。皆様の温かいご理解のもと、妻を見送ることが出来ました。今日からまたニュースと向き合い、しっかりとお伝えします」と視聴者に挨拶した。翌20日には、自身のtwitter公式アカウントから「皆様のお気持ち、お言葉に、どれほど励まされ、お力をもらったか。心から感謝申し上げます」というツイートを発信。このアカウントには、ファンや清水と同様の経験をした人々から多数のツイートが寄せられた。清水は発信者全員に返信を行うなど、積極的に視聴者とのコミュニケーションを展開。退社した現在も多くのフォロワーから支持を集めている。
メインキャスターへ復帰してから、悲しみを経験した方々に寄り添う「つなぐ」というコーナーも放送。同コーナーで出会った方々に「2015年の第5回大阪マラソンでは、4時間30分以内で完走する」と約束し、実際に、前述した第4回大会での自己ベストタイムより17分2秒速い、4時間25分で、自身3回目のフルマラソン完走を達成。ゴール直後には、当時1歳になった長男を抱き上げ「この1年つらいことがいっぱいあったが、今の姿を妻も褒めてくれていると思う」と目語っていた。

### がん患者や家族への支援活動
2016年には、妻の一周忌を前に、自身初の著書『112日間のママ』を、2月8日に小学館から刊行。妻との出会いから乳がんとの闘いを綴った手記で、生前の妻が生後間もない長男を抱いている写真を表紙に用い、発売開始から1ヶ月間で10万部を超える売上を記録、3ヶ月で12万部も突破し、15万部を超えるベストセラーになる。また、同年3月2日付の『朝日新聞』朝刊2面「ひと」欄には、清水のインタビュー記事が掲載された。さらに、同書の出版印税を基に、入院施設の充実・難病対策・がん撲滅などに取り組む団体や個人の事業を助成する目的で 『一般社団法人清水健基金』を創設した（同基金は2024年11月に解散）。これらの活動と並行しながら、シングルファーザーとして長男を育てていることが高く評価され、同年には第10回「ベスト・プラウド・ファーザー賞 in 関西」の特別部門で表彰を受ける。その一方で、『ten.』の放送がない週末には、がん患者やその家族へ向けた講演会で毎週のように講師を担当。事実上休みを取れない状況が続き、体重が20kg減るほどの多忙を極めるようになった。

### 読売テレビ退社
2016年の12月上旬に読売テレビへ退職願を提出。2016年12月26日には、2017年1月27日（金曜日）で『ten.』を降板することを、同局を通じて正式に発表した。当日の『ten.』エンディングでは、視聴者に向けて「妻の三回忌を前に、『今、私ができることは何なのか』を悩みに悩んで考えた末に、退社の決断に至りました。番組を通して、皆さんにお会いできることが私の大きな力です」と語った。妻の三回忌を直前に控えた2017年1月31日付で、読売テレビを退社。
2017年2月下旬には、堺市長選挙（同年9月24日投開票）の候補者として、大阪維新の会が清水の公認・擁立を検討していることが一部で報じられたが、6月下旬に擁立を断念した。
退社後は、フリーアナウンサーとしての活動の他、講演活動を精力的に行なっている。オフィシャルサイト によると、講演会数は2025年1月現在、500回を超え、主催は自治体、教育・医療機関、各企業など多岐にわたる。知名度や注目度に加え、自身の経験をもとにした講演内容の深さ・独自性も高く評価されており、依頼は絶えることがない。講演の評判は関西圏にとどまらず、全国各地に口コミで広がっている。さらに、2017年10月にはアメリカ・ニューヨークでも初めての海外講演を実施。講演会講師としての活動は、多くのメディアでも取り上げられている。
2017年10月11日には、自身2作目の『笑顔のママと僕と息子の973日間』を小学館から刊行。キャスター降板に至った思い、育児についてなど、シングルファーザーとしての悩みや喜び、周りの方々への感謝を綴り、『112日間のママ』同様、大きな反響をよんだ。2018年4月にはワコールのピンクリボン運動の一環として、母の日に向けて「男性だから、家族だから伝えられること」に参加し、男性目線でワコール社員と語り合い、そのメッセージはワコール公式サイト にも掲載されている。また、島津製作所広報誌でのインタビュー記事も広い分野で高く評価された。
2024年4月、ラジオ関西の大型番組改編に伴い、清水自身初となるラジオレギュラーとして、13時から16時の生放送番組『Clip』の木曜メインパーソナリティを務めた。さらに2025年4月からは、冠番組『清水健のボイスブリッジ』（ラジオ関西）がスタート。メディアへの露出も増えており、フリーアナウンサーとしての清水健の今後の活躍に注目が集まっている。

## 出演番組

### 読売テレビアナウンサー時代の担当番組
- 大阪ほんわかテレビ（2002年 - 2003年、映画紹介コーナー）
- どっちの料理ショー（2003年 -、三宅厨房・イエローキッチンリポーター）

※2012年4月19日放送の復活特番『帰ってきたどっちの料理ショー 腹ペコ復活祭』でも取材VTRのみ出演しているが、これは今回の特番で三宅厨房のキッチンリポーターを務める上重聡（日本テレビアナウンサー）の代役（他の番組収録などスケジュールの都合のよるもの）としての出演だった。
- あさパラ!（情報コーナー）
- かんさい情報ネットten.（2009年3月30日 - 2017年1月27日、情報担当キャスター → メインキャスター）
  - 前述の休演期間中には、コンビを組んでいた後輩アナウンサーの中谷しのぶが、単独でメインキャスターを担当。清水降板後の2017年1月30日放送分以降も、単独でメインキャスターを務めている。
- 情報ライブ ミヤネ屋（木曜日「別人マダム」&「アニマルニュース」リポーター）
- 24時間テレビ 「愛は地球を救う」（2011年 - 2016年、関西メインパーソナリティー、6年連続は読売テレビ最多）
  - 2015年・2016年には、当時『ten.』で共演していた中谷とのコンビで司会を務めた。
- FACE MAKER 第11話（2010年12月16日、アナウンサー役）
- スポーツ中継（プロ野球、関西学生アメリカンフットボール、ドラマチックボクシング）・競艇中継

『かんさい情報ネットten!』のニュース担当兼メインキャスターへ起用されたことを機に、スポーツ中継の担当から外れた。
- 泣いたらアカンで通天閣（2013年3月25日、整骨院の客役）
- 各種NNNニュース枠内ローカルニュース（不定期）

### 退社後の出演番組
退社後、ゲストとして出演した番組を中心に記載。
- ドッキリ!ハッキリ!三代澤康司です（朝日放送ラジオ、2017年2月3日）
- ごきげんライフスタイル よ〜いドン!（関西テレビ、2017年3月15日）
- Changeの瞬間 〜がんサバイバーストーリー〜（朝日放送ラジオ、2022年2月27日・3月6日）
- Clip（ラジオ関西、2024年4月4日 - 2025年3月27日）- 木曜日パーソナリティ
- 清水健のボイスブリッジ（ラジオ関西、2025年4月6日 - 現在 ）- パーソナリティ

## 書籍
- 112日間のママ（小学館、2016年2月8日）[23]
- 笑顔のママと僕と息子の973日間（小学館、2017年10月11日）